# Capinauás
Os Capinauás (apinawás) são um grupo indígena brasileiro que habita a serra do Macaco, nos limites dos municípios de Buíque,  Tupanatinga e Ibimirim, todos no estado de Pernambuco, mais precisamente na Terra Indígena Kapinawá.[carece de fontes?] São descendentes dos praquios.